# Tetranthera angulata
Tetranthera angulata là loài thực vật có hoa trong họ Nguyệt quế. Loài này được (Blume) Nees miêu tả khoa học đầu tiên năm 1836.